# Internationales Mediationszentrum für Familienkonflikte und Kindesentführung
MiKK e. V. – Internationales Mediationszentrum für Familienkonflikte und Kindesentführung (ehem. MiKK e. V. – Mediation bei internationalen Kindschaftskonflikten) ist ein gemeinnütziger Verein, der bei grenzüberschreitenden Kindesentführungen sowie Umgangs- und Sorgerechtskonflikten beratend und vermittelnd tätig ist.

Ehemaliges Logo des Vereins MiKK e. V.

## Allgemeines zu Mediation bei internationalen Kindschaftskonflikten

### Ausgangslage
Im Zuge der Globalisierung gibt es immer mehr binationale Ehen und Partnerschaften. In der Folge nehmen auch internationale Kindschafts- und Trennungskonflikte zu, die im Vergleich zu üblichen Scheidungs- oder Trennungsstreitigkeiten ein ganz besonderes Konfliktpotenzial aufweisen. Über die üblichen Enttäuschungen und Ängste hinaus, stehen ganz existenzielle Fragen im Raum: In welchem Land werden wir leben? Ist eine gemeinschaftlich ausgeübte Elternschaft auch über Landesgrenzen hinweg möglich? Und wenn ja, wer trägt die Kosten dafür? Nicht selten kehrt ein Elternteil in sein Heimatland zurück und nimmt das Kind ohne Erlaubnis des anderen Elternteils mit.
Das dann folgende (besonders beschleunigte) Gerichtsverfahren nach dem Haager Übereinkommen über die zivilrechtlichen Aspekte internationaler Kindesentführung (HKÜ) befasst sich jedoch nur mit der Thematik der Rückführung, nicht aber mit den weiteren die Zukunft der Familie betreffenden Fragen. Insbesondere ist der Fokus nicht auf das Kindeswohl gerichtet. In dieser Situation liegt der Vorteil einer Mediation darin, dass die Gefühls- und Interessenlage der Eltern und vor allem der Kinder Berücksichtigung findet. In vielen Fällen kommt es zu einer Einigung, die weit über die Beilegung der momentanen Konfliktsituation hinausgeht.

### Besonderheiten für das Mediationsverfahren
Internationale Kindschaftsmediationen laufen anders ab als die übliche Scheidungs- oder Trennungsmediation. Das liegt zunächst an der oben geschilderten existenziellen Konfliktlage und dem damit verbundenen erhöhten Konfliktpotenzial. Zudem finden diese Mediationen häufig unter enormen Zeitdruck statt, beispielsweise während einer der Partner für kurze Zeit zur Gerichtsverhandlung in das Land reist, in das das Kind entführt wurde. Der enge juristische Rahmen, gepaart mit einem häufig äußerst unterschiedlichen Rechtsempfinden der Medianten, schafft zusätzlichen Druck auf alle Parteien.
Für den Ablauf der Mediation bedeutet das: Es finden meist mehrstündige Sitzungen an mehreren aufeinanderfolgenden Tagen statt. Die Technik der Verlangsamung ist daher nur eingeschränkt einsetzbar. Einzelsitzungen werden öfter als üblich nötig, um die Parteien in ihrer Notlage emotional aufzufangen und verschiedene Lösungswege durchzuspielen. Nicht selten wird das Setting durch das Hinzuziehen von Dolmetschern verändert.
Auch die Interkulturalität des Konflikts spiegelt sich in der Mediation wider. Unterschiedliche Auffassungen von Recht und Gerechtigkeit, Familienplanung, Kindererziehung oder auch die Art und Weise sich zu streiten, bergen eine hohe Gefahr von Missverständnissen. Es empfiehlt sich daher eine Co-Mediation nach den Grundsätzen der Breslauer Erklärung zur binationalen Kindschaftsmediation von 2007. Dabei sollen die Mediatoren möglichst die gleiche nationale Herkunft wie die beiden Elternteile haben, also z. B. ein deutscher Mediator und eine französische Mediatorin (oder andersherum) in einem deutsch-französischen Entführungsfall. Möglichst soll es einen weiblichen und einen männlichen sowie jeweils einen Mediator aus der psychologischen/pädagogischen wie der juristischen Berufsgruppe geben.

## Internationales Mediationszentrum für Familienkonflikte und Kindesentführung

### Geschichte
Seit 2002 wird von der Bundes-Arbeitsgemeinschaft für Familien-Mediation (BAFM) ein Netzwerk von Mediatoren geführt, die auf Grund ihrer internationalen Erfahrung, insbesondere entsprechender Sprachkenntnisse (derzeit mehr als 30 Sprachen) zur Beilegung internationaler Kindschaftskonflikte, sowohl bei Kindesentführungen als auch bei Umgangskonflikten binationaler Eltern, besonders geeignet und kompetent sind.
Zum Aufbau eines internationalen Netzwerks beteiligte sich das von der BAFM ins Leben gerufene Projekt seither am Aufbau und der Weiterentwicklung eines deutsch-französischen, -polnischen, -britischen, -amerikanischen und -spanischen Mediationsprojektes und kooperierte eng mit dem englischen reunite-Projekt, sowie dem niederländischen Centrum Internationale Kinderontvoering NL, Child Focus und der AIA Association for International Arbitration. Maßgeblich war es am Aufbau und der Etablierung des deutsch-amerikanischen und an der Initiierung und Pflege des deutsch-polnischen Mediationsprojektes beteiligt. Vermittelnd ist der Verein jedoch bei allen grenzüberschreitenden Kindschaftskonflikten tätig, unabhängig von der Herkunft der Eltern.
Seit 2007 wird das internationale Mediationsprojekt in Kooperation mit dem Bundesverband Mediation (BM) durchgeführt. Aus dieser Zusammenarbeit folgte im Juli 2008 die Gründung des gemeinnützigen Vereins MiKK e. V. in Berlin. MiKK verfügt heute über ein Netzwerk von über 150 Mediatoren und hat seit 2012 über 1350 Fälle und Anfragen bearbeitet. Nach einer Umbenennung im Jahr 2016 trägt der Verein den Namen MiKK e.V. – Internationales Mediationszentrum für Familienkonflikte und Kindesentführung.

### Aktivitäten
Zu den wichtigsten Aufgaben und Aktivitäten des Vereins gehören:
- Vermittlung von Mediatoren und Mediatorinnen weltweit
- Beratungs- und Informationsarbeit zum Thema Mediation bei grenzüberschreitenden Familienkonflikten
- Organisation und Durchführung von Vorträgen und Seminaren zum Thema Mediation bei internationalen Kindschaftskonflikten
- Von 2010 bis 2012 hat MiKK in Zusammenarbeit mit Child Focus (Belgien) und der Katholieke Universiteit Leuven sowie mit Unterstützung des  Niederländischen Zentrums für Internationale Kindesentführung ein Fortbildungskonzept für internationale Familienmediatoren entwickelt und mehrere internationale Trainings durchgeführt. Resultat ist ein europaweites Netzwerk spezialisierter internationaler Familienmediatoren.

### Auszeichnungen
Am 20. November 2009 wurde dem Ersten Vorsitzenden des Vereins, Rechtsanwalt und Notar Christoph C. Paul, das Bundesverdienstkreuz für sein Engagement in der Mediationsarbeit bei internationalen Kindschaftskonflikten verliehen, sowie am 29. April 2010 der Sokrates-Preis der Centrale für Mediation. 2012 wurde der Verein mit mehreren Preisen geehrt: Die Initiative Deutschland – Land der Ideen hat MiKK als Preisträger im Wettbewerb „365 Orte im Land der Ideen“ ausgewählt und MiKK e. V. ist Preisträger des Jugend WinWinno der Fördergemeinschaft Mediation DACH sowie des Outstanding Leadership Award von der Association for Conflict Resolution’s (ACR) International Section.

### Kooperationen
- Bundes-Arbeitsgemeinschaft für Familien-Mediation (BAFM)
- Bundesverband Mediation (BM)
- Bundesamt für Justiz / Zentrale Behörde
- Bundesministerium der Justiz – Referat RA 7 Mediation, Schlichtung, Internationale Konflikte in Kindschaftssachen
- Auswärtiges Amt – Referat 507
- Verband binationaler Familien und Partnerschaften, iaf e. V.
- Internationaler Sozialdienst (ISD)
- Haager Konferenz
- Europarat
- Internationales Kindesentführungszentrum in den Niederlanden
- Internationales Kindesentführungszentrum in Großbritannien